# 駝背鮨麗魚
駝背鮨麗魚，為輻鰭魚綱鱸形目隆頭魚亞目慈鯛科的其中一種，分布於非洲尚比亞三比西河及波札那、那米比亞的奧塔萬戈河流域，體長可達56公分，棲息在底層，屬肉食性，以魚類為食，生活習性不明。

## 擴展閱讀
維基物種上的相關：駝背鮨麗魚